# Список командующих войсками региональных командований внутренних войск МВД России
В статье представлен список командующих войсками региональных командований внутренних войск МВД России (в 1993-2008 гг. — командующие войсками округов внутренних войск МВД России).

## Восточное региональное командование внутренних войск
(до 1 января 2008 г. — Восточный округ внутренних войск)
1. Муратов Александр Дмитриевич (1993—1997 гг.)
2. Ефимов Владимир Иванович (1997—2002 гг.)
3. Котов Юрий Борисович (2002—2005 гг.)
4. Устинов Александр Михайлович (2005—2007 гг.)
5. Стригунов Виктор Николаевич (2007—2012 гг.)
6. Гончар Сергей Анатольевич (2012—2016 гг.)
7. Груднов Игорь Сергеевич (2016—2018 гг.)

## Приволжское региональное командование внутренних войск
(до 1 января 2008 г. — Приволжский округ внутренних войск)
1. Павлов Лев Васильевич (1989—1993 гг.)
2. Максин Борис Павлович (1993—1997 гг.)
3. Муратов Александр Дмитриевич (1997—2000 гг.)
4. Змеев Михаил Алексеевич (2001—2008 гг.)
5. Недобитко Яков Викторович (2008—2011 гг.)
6. Зубарев Евгений Александрович (2011 - 2015 гг.)
7. Порядин Александр Сергеевич (с 2015г.)

## Северо-Западное региональное командование внутренних войск
(до 1 января 2008 г. — Северо-Западный округ внутренних войск)
1. Червоткин Леонид Яковлевич (1993—1998 гг.)
2. Климентьев Алексей Иванович (1998—2002 гг.)
3. Львов Александр Григорьевич (2002—2005 гг.)
4. Завизион Юрий Гаврилович (2005—2006 гг.)
5. Дашков Павел Петрович (2007-2016 гг.)

## Северо-Кавказское региональное командование внутренних войск
(до 1 января 2008 г. — Северо-Кавказский округ внутренних войск)
1. Косолапов Юрий Анатольевич (1993—1996 гг.)
2. Лабунец Михаил Иванович (1997—2004 гг.)
3. Внуков Евгений Михайлович (с 2004—2015 гг.)
4. Зубарев Евгений Александрович (с 2015 г.)

## Сибирское региональное командование внутренних войск
(до 1 января 2008 г. — Сибирский округ внутренних войск)
1. Новак Николай Васильевич (1993—2004 гг.)
2. Бутин Александр Викторович (2004—2010 гг.)
3. Гадушкин Николай Викторович (2010 г.—2012 г.)
4. Стригунов Виктор Николаевич (с 2012г.)

## Уральское региональное командование внутренних войск
(до 1 января 2008 г. — Уральский округ внутренних войск)
1. Сидоренко Зиновий Ефимович (1988—1991 гг.)
2. Голубец Павел Васильевич (1991—1993 гг.)
3. Контаренко Павел Андреевич (1993—1998 гг.)
4. Баряев Евгений Васильевич (1998—2000 гг.)
5. Романов Владимир Иванович (2000—2009 гг.)
6. Порядин Александр Сергеевич (2009-2015 гг.)
7. Корнюшкин Сергей Иванович (с 2015-2016 гг.)
8. Галлоев Игорь Дмитриевич (с 2016 г.)

## Центральное региональное командование внутренних войск
(до 1 января 2008 г. — Московский округ внутренних войск)
1. Баскаев Аркадий Георгиевич (1993—2000 гг.)
2. Баряев Евгений Васильевич (2000—2005 гг.)
3. Львов Александр Григорьевич (2005-2016 гг.)
4. Дашков Павел Петрович (с 2016 г.)

## Ссылка
- Командующие войсками региональных командований внутренних войск (сайт внутренних войск МВД России)